# Look Out Below
Look Out Below é um filme mudo em curta-metragem norte-americano de 1919, do gênero comédia, dirigido por Hal Roach e estrelado por Harold Lloyd.
Cópia existe na BFI National Archive da British Film Institute, em Londres.

## Elenco

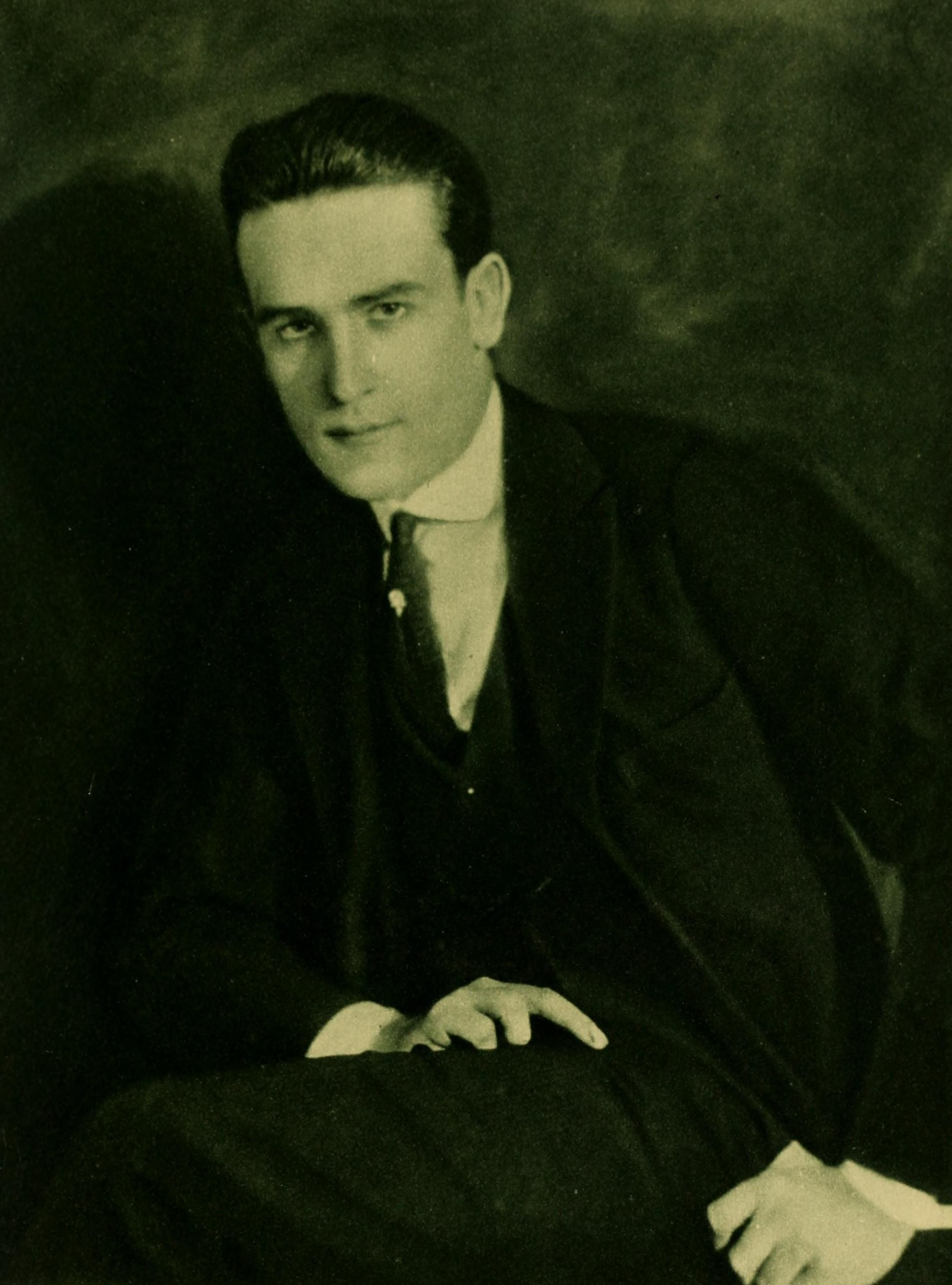
Harold Lloyd

- Harold Lloyd - O Garoto
- Bebe Daniels - A Garota
- Snub Pollard - Snub
- Sammy Brooks
- Billy Fay
- Lew Harvey
- Bud Jamison
- Margaret Joslin
- Oscar Larson
- Marie Mosquini
- William Petterson
- Noah Young